# Thymus boissieri
Thymus boissieri là một loài thực vật có hoa trong họ Hoa môi. Loài này được Halácsy miêu tả khoa học đầu tiên năm 1894.